# Job Drijber
Johannes (Job) Drijber (Malang, 24 april 1924 – Arnhem, 22 juni 2016) was een Nederlands jurist en politicus voor de VVD.

## Levensloop
Drijber werd geboren in Malang op Oost-Java. Nadat het gezin teruggekeerd was naar Nederland ging hij naar het Gymnasium in Hilversum. Hij volgde de studies Indisch Recht en Nederlands Recht aan de Universiteit Leiden. Na zijn studie werd hij in 1952 raadslid in Leiden. In 1958 volgde hierop het wethouderschap in diezelfde stad. Vervolgens werd Drijber burgemeester in Middelburg (1961-1969), Zwolle (1969-1980) en Arnhem (1980-1989). 
Drijber was daarnaast voorzitter van de Vereniging van Nederlandse Gemeenten. In Zwolle is de Burgemeester Drijbersingel naar hem vernoemd.

### Persoonlijk
Drijber was gehuwd met Mary Halbertsma vanaf 1952 tot haar dood in 1991. Samen kregen zij drie kinderen. Hij stierf op 92-jarige leeftijd.

## Onderscheidingen
- Officier in de Orde van Oranje-Nassau
- Ridder Orde van de Nederlandse Leeuw
- Ereburger van de Stad Zwolle